# 王弘祚
王弘祚（1603年—1674年），字懋自，號玉銘，雲南永昌軍民府保山縣籍陝西西安府三原縣人，明末清初政治人物。

## 生平
父王國治，號瞻雲。
崇禎三年（1630年）舉人出身，官至戶部郎中，督餉大同。明亡後降清，任山西按察司岢嵐道僉事，復留大同理餉務。越年內擢，仍為戶部郎中，其精於典故，凡直省州郡錢糧之數，綜核無遺。委修《賦役全書》，頒行天下。加太僕寺少卿，遷戶部左侍郎，擢戶部尚書，加太子少保，再加太子太保，順治十八年（1661年）乞假歸葬。康熙三年（1664年）還朝，改任刑部尚書，復調戶部尚書。尋以失察胥吏，當報罷，特詔留京。八年（1669年）改兵部尚書。九年（1670年）乞休歸，至金陵感疾，卜居秦淮，以恬淡自娱，康熙十三年（1674年）九月二十二日卒，享年七十二。諡端簡。

## 延伸阅读
[在维基数据编辑]
 《清史稿·卷263》，出自趙爾巽《清史稿》